# Кобыла лорда Мортона
Кобыла лорда Мортона — многократно приводимый пример в истории эволюционной теории.

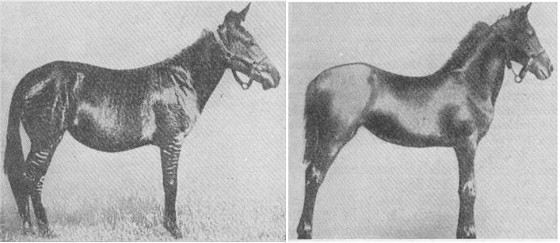
Один из экспериментов, опровергший поспешные выводы о телегонии, сделанные на основе предшествующего эксперимента лорда Мортона в 1820 году. Слева — гибрид зебры и лошади после скрещивания кобылы с жеребцом зебры. Справа — кобылица после скрещивания той же кобылы, но уже с жеребцом лошади. Эксперимент был проведен правительством США и опубликован в «Genetics in Relation to Agriculture» Е. Б. Бэбкоком и Р. Клаузеном. («The Science of Life» by H G Wells, J Huxley and GP Wells (c.1929))

В 1820 году Джордж Дуглас, 16-й граф Мортон, член Королевского общества, сообщил президенту Королевского общества, что, желая культивировать кваггу, он скрестил арабскую караковую кобылу с жеребцом квагги, а впоследствии скрестил ту же кобылу с белым жеребцом и обнаружил, что потомство имело странные полосы на ногах, как у квагги. Королевское общество опубликовало письмо лорда Мортона в «Философских трудах» (1821 г.), в том же номере, в котором опубликовалась и статья «сведения о факте, аналогичном соответствующему эксперименту лорда Мортона, сообщенном президенту общества в письме от Даниила Гилса», в которой сообщалось, что после скрещивания черно-белой свиньи с диким кабаном бурый цвет кабана сильно преобладал на поросятах даже в трех последующих пометах от скрещивания уже с домашним хряком.
Эти доклады, казалось, подтверждали древнюю идею о телегонии в наследственности и были приведены Чарльзом Дарвином в качестве примера в книге «Изменения животных и растений в домашнем состоянии» (1868 г.). Концепция телегонии, что семя самца может влиять на последующее потомство самки, будь то животное или человек, была унаследована от Аристотеля и оставалась признанной теорией до опровергающих экспериментов, проведенных К. Юартом в конце XIX века, а также И. И. Ивановым в начале XX века.
Для проверки гипотезы о телегонии селекционером К. Юартом в 1889 году был произведён следующий опыт: от 8 чистопородных кобыл и жеребца зебры было получено 13 гибридов-зеброидов. После этого тех же кобыл спаривали с жеребцами своей породы, от которых они родили 18 жеребят. Ни один из этих жеребят не имел никаких зеброидных признаков.
Биологи сейчас объясняют феномен кобылы лорда Мортона доминантными и рецессивными аллелями. Тут могут иметь место явления трёх типов:
- Случаи атавизма — спорадического непредсказуемого появления дикого признака у одного их потомков. Атавизм является результатом спонтанной вторичной мутации (или мутаций), восстанавливающей генетическую информацию, изменённую первичной мутацией. Атавизм в окрасе — например, неожиданное появление такого дикого признака как полосатость окраса у кошки, являющейся потомком неполосатых родителей — достаточно распространенное явление.
- Фенотипическая реверсия признака дикого типа, обусловленная взаимодействием разных генов. Например, у кошек полосатость может появиться при наличии гена рыжего окраса (О), который подавляет действие гена нон-агути даже в двойном наборе (аа).
- Выявление скрытых (рецессивных) признаков в результате расщепления при определённых сочетаниях родительских генотипов. Использование не чистых, сильно гетерозиготных линий родителей часто даёт неожиданные результаты в потомстве, порой напоминающие признаки какого-либо самца, с которым ранее спаривалась самка[1].